# Liga Rafaelina de Fútbol
La Liga Rafaelina de Fútbol (LRF) es una de las ligas regionales de fútbol en Argentina, en la que participan clubes pertenecientes a ciudades y localidades de los departamentos de Castellanos y San Cristóbal en la provincia de Santa Fe.
A nivel nacional, el campeonato se ubica por debajo de la 4ª categoría para los clubes indirectamente afiliados a la AFA, más específicamente debajo del Torneo Regional Federal Amateur.
Actualmente, la liga está representada en torneos de AFA por 3 equipos con plaza fija: Atlético de Rafaela, Ben Hur y 9 de Julio en el Federal A. 

## Historia
Afiliada al Consejo Federal de Fútbol Argentino (CFFA), dependiente de la Asociación del Fútbol Argentino, tiene su origen en el año 1922 y fue reorganizada en 1940.
La sede de la entidad está ubicada en calle Rivadavia al 328, Rafaela. En lo deportivo cuenta con 39 clubes afiliados, que disputan los torneos de Primera División y de divisiones inferiores e infantiles.
La institución más importante de la liga es la Asociación Mutual Social y Deportiva Atlético de Rafaela, habiendo disputado hasta la actualidad 7 temporadas de la Primera División Argentina, siendo uno de los equipos con más temporadas y títulos en la Primera B Nacional, con 22 y 2 respectivamente; además de un título del Torneo del Interior.
Otras instituciones importantes son 9 de Julio (club más antiguo de Rafaela y más ganador de la liga), Argentino Quilmes, Sportivo Norte, Ben Hur, Libertad y Unión, estos últimos dos de la ciudad de Sunchales.
Entre sus vitrinas, la entidad cuenta con el trofeo logrado por la Selección Sub-15 de la Liga Rafaelina; en el Campeonato Argentino de Selecciones de Ligas, el 13 de diciembre de 1999.

## Equipos afiliados
| Equipo                                                    | Ciudad                 | Año de Fundación | Departamento  |  |
| --------------------------------------------------------- | ---------------------- | ---------------- | ------------- |  |
| Boching Club Atlético General San Martín                  | Angélica               | 1950             | Castellanos   |  |
| Club Deportivo Independiente                              | Ataliva                | 1922             | Castellanos   |  |
| Club Social y Deportivo Bella Italia                      | Bella Italia           | 1998             | Castellanos   |  |
| Centro Cultural, Deportivo y Biblioteca Aldao             | Colonia Aldao          | 1928             | Castellanos   |  |
| Club Atlético Esmeralda                                   | Esmeralda              | 1920             | Castellanos   |  |
| Club Sportivo Libertad                                    | Estación Clucellas     | 1941             | Castellanos   |  |
| Club Deportivo Social Defensores de Frontera              | Frontera               | 1978             | Castellanos   |  |
| Club Atlético La Hidráulica                               | Frontera               | 1995             | Castellanos   |  |
| La Trucha FC                                              | Frontera               | 1978             | Castellanos   |  |
| Argentino Foot-Ball Club                                  | Humberto I             | 1922             | Castellanos   |  |
| Club Deportivo Josefina                                   | Josefina               | 1943             | Castellanos   |  |
| Foot-Ball Club Moreno                                     | Lehmann                | 1914             | Castellanos   |  |
| Club Atlético María Juana                                 | María Juana            | 1920             | Castellanos   |  |
| Club Atlético Talleres                                    | María Juana            | 1958             | Castellanos   |  |
| Club Atlético Florida                                     | Plaza Clucellas        | 1924             | Castellanos   |  |
| Club Sportivo Roca                                        | Presidente Roca        | 1948             | Castellanos   |  |
| Club Atlético 9 de Julio                                  | Rafaela                | 1904             | Castellanos   |  |
| Asociación Mutual Social y Deportiva Atlético de Rafaela  | Rafaela                | 1907             | Castellanos   |  |
| Club Atlético Argentino Quilmes de Rafaela                | Rafaela                | 1916             | Castellanos   |  |
| Club Sportivo Norte                                       | Rafaela                | 1931             | Castellanos   |  |
| Club Atlético Peñarol                                     | Rafaela                | 1936             | Castellanos   |  |
| Club Atlético Ferrocarril del Estado                      | Rafaela                | 1939             | Castellanos   |  |
| Club Atlético Juventud                                    | Rafaela                | 1937             | Castellanos   |  |
| Club Sportivo Ben Hur                                     | Rafaela                | 1940             | Castellanos   |  |
| Centro Cultural y Deportivo Ramona                        | Ramona                 | 1949             | Castellanos   |  |
| Club Atlético Belgrano                                    | San Antonio            | 1929             | Castellanos   |  |
| Asociación Mutual, Social y Deportiva Club Atlético Brown | San Vicente            | 1920             | Castellanos   |  |
| Club Bochófilo Bochazo                                    | San Vicente            | 1941             | Castellanos   |  |
| Club Sportivo Santa Clara                                 | Santa Clara de Saguier | 1941             | Castellanos   |  |
| Club Deportivo Libertad                                   | Sunchales              | 1910             | Castellanos   |  |
| Club Atlético Unión                                       | Sunchales              | 1948             | Castellanos   |  |
| Club Deportivo Tacural                                    | Tacural                | 1954             | Castellanos   |  |
| Centro Cultural Argentino                                 | Vila                   | 1910             | Castellanos   |  |
| Club Deportivo Juventud Unida                             | Villa San José         | 1941             | Castellanos   |  |
| Zenón Pereyra Foot-Ball Club                              | Zenón Pereyra          | 1942             | Castellanos   |  |
| Club Cultural y Deportivo Susana                          | Susana                 | 1923             | Castellanos   |  |
| Tiro Federal y Centro Deportivo Moisés Ville              | Moisés Ville           | 1934             | San Cristóbal |  |
| Club Atlético Independiente                               | San Cristóbal          | 1936             | San Cristóbal |  |
| Todos los equipos participan de la temporada 2023.        |                        |                  |               |  |

## Presidentes
- 1922 a 1924: Juan Catelani
- 1925 a 1926: Juan Martegani
- 1927 a 1929: Antonio Álvarez
- 1930 a 1931: José Gunzinger
- 1932: Rafael Actis
- 1933: Marcelino De Micheli
- 1934: José Gutiérrez
- 1935: José Simonetta
- 1936: Jacobo Barr
- 1940 a 1941: Emilio Borda Bosana
- 1942: Juan Alfano
- 1943 a 1949: Rafael Actis
- 1950 a 1954: Rafael Actis
- 1954: Juan Cagliero
- 1955 a 1957: Edgar Guibert
- 1958 a 1960: Mirko Bonetto
- 1961: Juan Cagliero
- 1962 a 1969: José Mosquera
- 1969 a 1973: Rafael Actis
- 1974 a 1975: Rodolfo Muriel
- 1976 a 1977: Eloy Chiesa
- 1978: Hermindo Pavetti
- 1979 a 1982: Omar Nicola
- 1983 a 1989: Hermindo Pavetti
- 1991 a 2003: Omar Nicola
- 2003 a 2005: Fernando Muriel
- 2005 a 2007: Fernando Muriel
- 2007 a 2013: Omar Chiarelli
- 2013 a 2017: Fabricio Omar Poi
- 2017 a 2019: Omar Chiarelli
- 2019 a la actualidad: Fabián Zbrun

## Actual Mesa Directiva
- Presidente: Fabián Zbrun
- Vice-Presidente: daniel girardini
- Secretario: edgardo peretti
- Pro-Secretario: Maximiliano ambroggio
- Tesorero: gaston barbero
- Pro-Tesorero: ruben cuadrado
- Síndico Titular: iñiguez manuel

## Campeones por año
| Temporada | Campeón                          |
| --------- | -------------------------------- |
| 1922      | Argentino Quilmes (Rafaela)      |
| 1923      | Atlético de Rafaela              |
| 1924      | Independiente (Ataliva)          |
| 1925      | Argentino Quilmes (Rafaela)      |
| 1926      | Argentino Quilmes (Rafaela)      |
| 1927      | Argentino Quilmes (Rafaela)      |
| 1928      | 9 de Julio (Rafaela)             |
| 1929      | 9 de Julio (Rafaela)             |
| 1930      | 9 de Julio (Rafaela)             |
| 1931      | Independiente (Ataliva)          |
| 1935      | Libertad (Sunchales)             |
| 1936      | Independiente (Ataliva)          |
| 1937      | Sportivo Norte (Rafaela)         |
| 1940      | Sportivo Norte (Rafaela)         |
| 1941      | 9 de Julio (Rafaela)             |
| 1942      | Peñarol (Rafaela)                |
| 1943      | 9 de Julio (Rafaela)             |
| 1944      | 9 de Julio (Rafaela)             |
| 1945      | 9 de Julio (Rafaela)             |
| 1946      | Argentino (Humberto Primo)       |
| 1947      | Sportivo Norte (Rafaela)         |
| 1948      | Libertad (Sunchales)             |
| 1949      | Peñarol (Rafaela)                |
| 1950      | Atlético de Rafaela              |
| 1951      | Atlético de Rafaela              |
| 1952      | Argentino Quilmes (Rafaela)      |
| 1953      | Atlético de Rafaela              |
| 1955      | Argentino Quilmes (Rafaela)      |
| 1956      | Argentino Quilmes (Rafaela)      |
| 1958      | Argentino Quilmes (Rafaela)      |
| 1959      | 9 de Julio (Rafaela)             |
| 1960      | Argentino (Humberto Primo)       |
| 1961      | 9 de Julio (Rafaela)             |
| 1962      | 9 de Julio (Rafaela)             |
| 1963      | 9 de Julio (Rafaela)             |
| 1964      | Atlético de Rafaela              |
| 1965      | Atlético de Rafaela              |
| 1966      | Sportivo Norte (Rafaela)         |
| 1967      | Sportivo Ben Hur (Rafaela)       |
| 1968      | Sportivo Norte (Rafaela)         |
| 1969      | Argentino Quilmes (Rafaela)      |
| 1970      | Argentino Quilmes (Rafaela)      |
| 1971      | Sportivo Norte (Rafaela)         |
| 1972      | Libertad (Sunchales)             |
| 1973      | Atlético de Rafaela              |
| 1974      | Peñarol (Rafaela)                |
| 1975      | Atlético de Rafaela              |
| 1976      | Atlético de Rafaela              |
| 1976      | Atlético de Rafaela              |
| 1978      | Brown (San Vicente)              |
| 1979      | Argentino Quilmes (Rafaela)      |
| 1979      | Argentino Quilmes (Rafaela)      |
| 1980      | Argentino Quilmes (Rafaela)      |
| 1981      | Atlético de Rafaela              |
| 1982      | Atlético de Rafaela              |
| 1983      | Atlético de Rafaela              |
| 1984      | 9 de Julio (Rafaela)             |
| 1985      | Sportivo Norte (Rafaela)         |
| 1986      | Unión (Sunchales)                |
| 1987      | Atlético de Rafaela              |
| 1988      | 9 de Julio (Rafaela)             |
| 1989      | Unión (Sunchales)                |
| 1990      | Libertad (Sunchales)             |
| 1991      | 9 de Julio (Rafaela)             |
| 1992      | Sportivo Ben Hur (Rafaela)       |
| 1993      | 9 de Julio (Rafaela)             |
| 1994      | Atlético de Rafaela              |
| 1995      | Sportivo Ben Hur (Rafaela)       |
| 1996      | Atlético de Rafaela              |
| 1997      | Sportivo Ben Hur (Rafaela)       |
| 1998      | 9 de Julio (Rafaela)             |
| 1999      | Unión (Sunchales)                |
| 2000      | Sportivo Ben Hur (Rafaela)       |
| 2001      | Unión (Sunchales)                |
| 2002      | Libertad (Sunchales)             |
| 2003      | Argentino Quilmes (Rafaela)      |
| 2004      | 9 de Julio (Rafaela)             |
| 2005      | Independiente (Ataliva)          |
| 2006      | Sportivo Norte (Rafaela)         |
| 2007      | 9 de Julio (Rafaela)             |
| 2008      | Unión (Sunchales)                |
| 2009      | Unión (Sunchales)                |
| 2010      | Peñarol (Rafaela)                |
| 2011      | Brown (San Vicente)              |
| 2012      | Ferrocarril del Estado (Rafaela) |
| 2013      | Atlético de Rafaela              |
| 2014      | Unión (Sunchales)                |
| 2015      | Peñarol (Rafaela)                |
| 2016      | Libertad (Sunchales)             |
| 2017      | Peñarol (Rafaela)                |
| 2018      | Deportivo Tacural                |
| 2019      | Brown (San Vicente)              |
| 2021      | Argentino Quilmes (Rafaela)      |
| 2022      | Sportivo Ben Hur (Rafaela)       |
| 2023      | Sportivo Norte (Rafaela)         |
| 2024      | Ferrocarril del Estado (Rafaela) |

## Palmarés
| Club                             | Títulos | Temporada |
| -------------------------------- | ------- | --- |
| 9 de Julio (Rafaela)             | 19      | 1928, 1929, 1930, 1941, 1943, 1944, 1945, 1957, 1959, 1961, 1962, 1963, 1984, 1988, 1991, 1993, 1998, 2004, 2007. |
| Atlético de Rafaela              | 17      | 1923, 1950, 1951, 1953, 1964, 1965, 1973, 1975, 1976, 1977, 1981, 1982, 1983, 1987, 1994, 1996, 2013.             |
| Argentino Quilmes                | 14      | 1922, 1925, 1926, 1927, 1952, 1955, 1956, 1958, 1969, 1970, 1979, 1980, 2003, 2021.                               |
| Sportivo Norte                   | 9       | 1937, 1940, 1947, 1966, 1968, 1971, 1985, 2006, 2023.                                                             |
| Unión (Sunchales)                | 7       | 1986, 1989, 1999, 2001, 2008, 2009, 2014.                                                                         |
| Peñarol (Rafaela)                | 6       | 1942, 1949, 1974, 2010, 2015, 2017.                                                                               |
| Libertad (Sunchales)             | 6       | 1935, 1948, 1972, 1990, 2002, 2016.                                                                               |
| Sportivo Ben Hur                 | 6       | 1967, 1992, 1995, 1997, 2000, 2022.                                                                               |
| Independiente (Ataliva)          | 4       | 1924, 1931, 1936, 2005.                                                                                           |
| Brown (San Vicente)              | 3       | 1978, 2011, 2019.                                                                                                 |
| Ferrocarril del Estado (Rafaela) | 2       | 2012, 2024. |
| Argentino (Humberto Primo)       | 2       | 1946, 1960. |
| Deportivo Tacural                | 1       | 2018. |

### Títulos por localidad
| Ciudad         | Títulos | Clubes |
| -------------- | ------- | --- |
| Rafaela        | 73      | 9 de Julio (19), Atlético de Rafaela (17), Argentino Quilmes (14), Sportivo Norte (9), Peñarol (6), Sportivo Ben Hur (6), Ferrocarril del Estado (2) |
| Sunchales      | 13      | Unión (7), Libertad (6) |
| Ataliva        | 4       | Independiente (4) |
| San Vicente    | 3       | Club Atlético Brown (3) |
| Humberto Primo | 2       | Argentino FBC (2) |
| Tacural        | 1       | Deportivo Tacural (1) |